# Radoševac (Babušnica)
Pour les articles homonymes, voir Radoševac.
Radoševac (en serbe cyrillique : Радошевац) est un village de Serbie situé dans la municipalité de Babušnica, district de Pirot. Au recensement de 2011, il comptait 182 habitants.
Radoševac est situé sur les bords de la Lužnica, un affluent de la Vlasina.

## Démographie
| 1948 | 1953 | 1961 | 1971 | 1981 | 1991 | 2002 | 2011 |
| ---- | ---- | ---- | ---- | ---- | ---- | ---- | ---- |
| 481  | 505  | 450  | 405  | 348  | 263  | 222  | 182  |

|  |